# 三叉戟飛彈

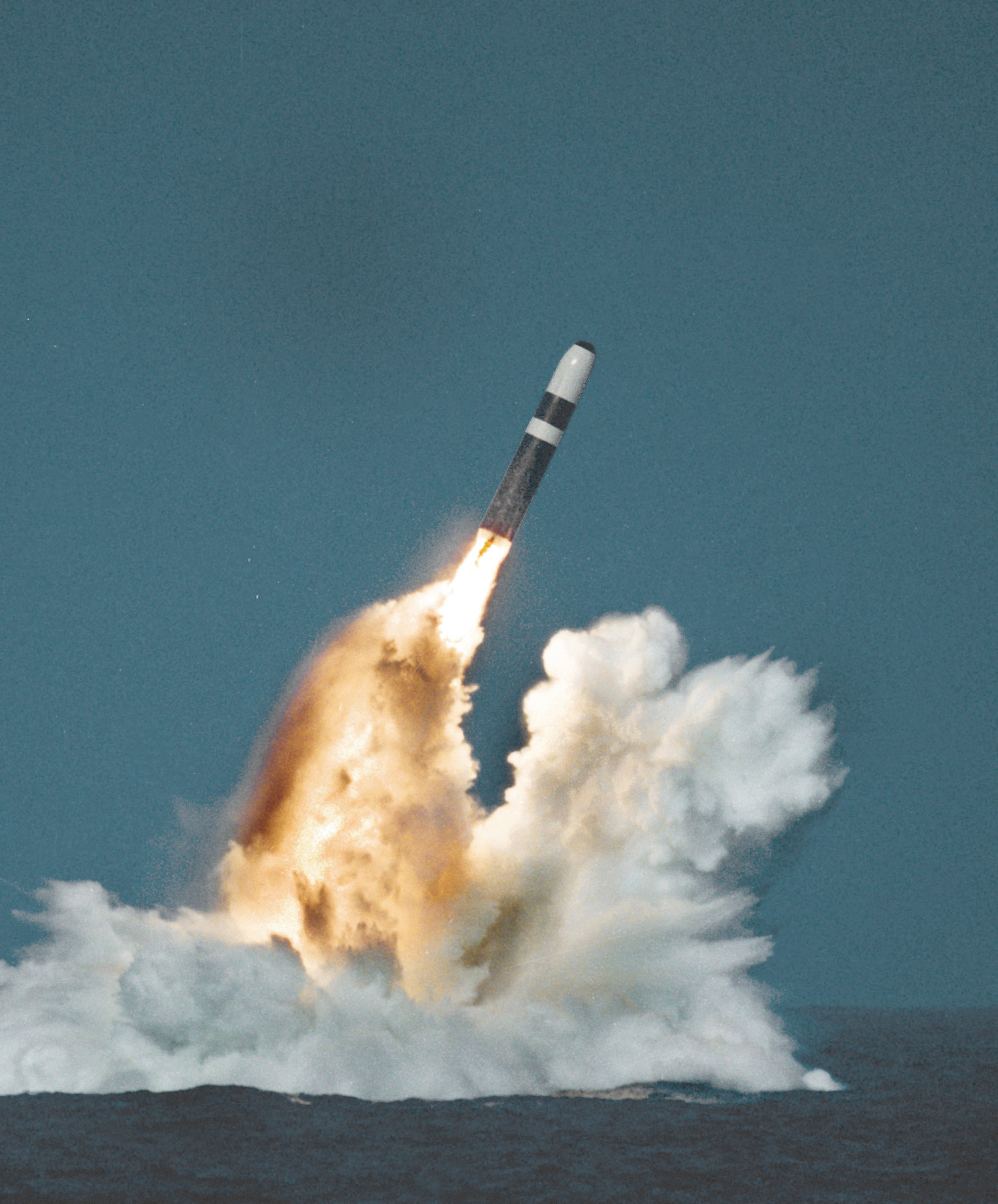
三叉戟II型

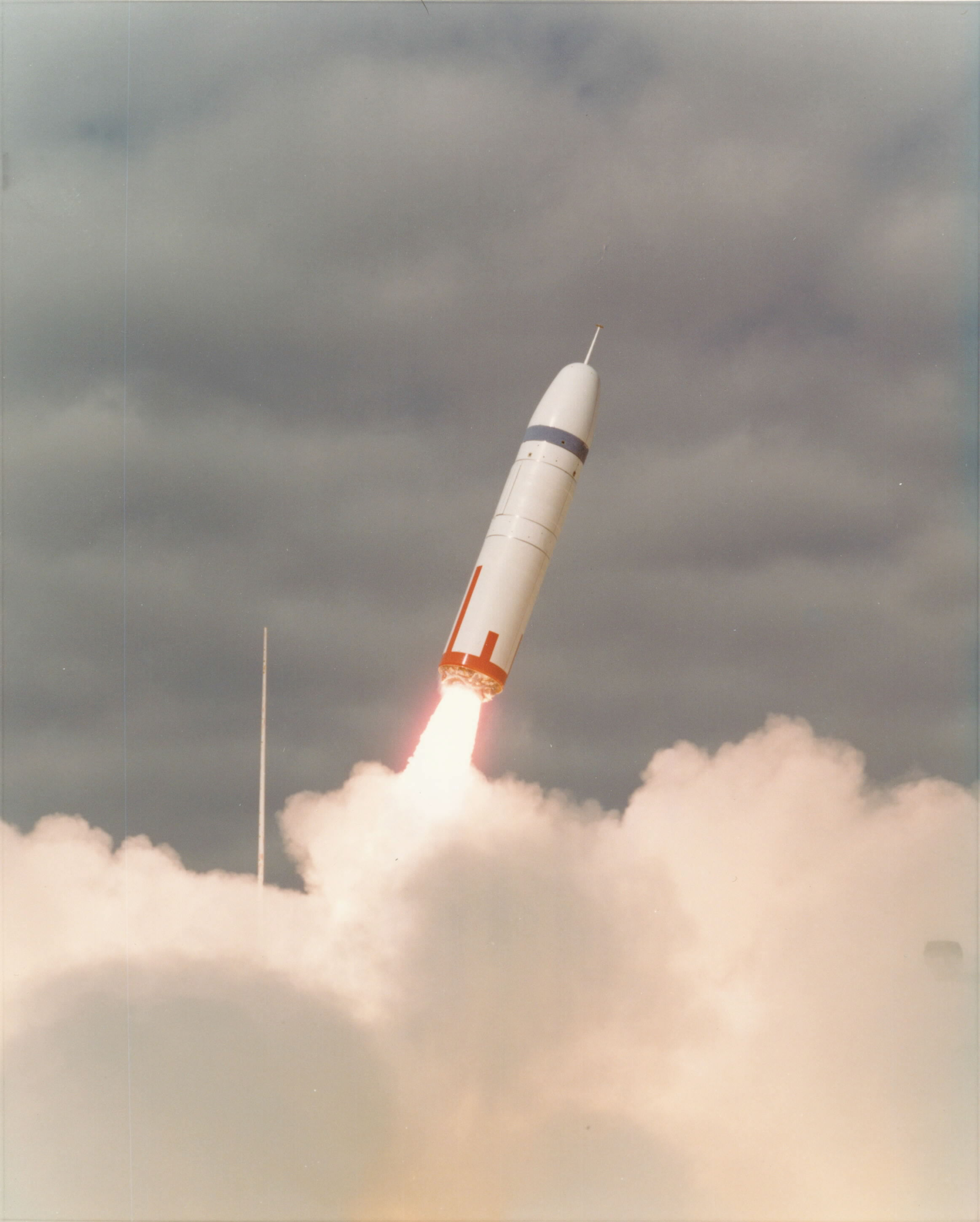
三叉戟I型

三叉戟飛彈（Trident missile）是美國洛克希德·马丁製造的潛射彈道飛彈（SLBM），於1980年代和90年代分別替代海神飛彈和北極星飛彈。主要型号包括三叉戟I型（UGM-96 Trident I）和II型（UGM-133 Trident II）。
三叉戟飛彈部署在美國海軍14艘俄亥俄級核潛艇上，每艘可攜帶24枚。根據美英共同防禦協定，三叉戟飛彈也出售給英國，部署在英國皇家海軍4艘前卫级核潜艇，每艘可攜帶16枚。不過，英軍的三叉戟飛彈會採用英國核彈頭。兩國的新一代潜艇哥倫比亞級核潛艇和無畏級核潛艇將繼續攜帶三叉戟飛彈。
2020年，美國海軍計畫把導彈的服役期限延至2084年，一些早期生產的哥倫比亞級核潛艇在服役期間將只攜帶三叉戟飛彈。

## 開發歷史
「三叉戟」於1960年代後期開始研發、製造，三叉戟潛艇及飛彈計畫源自1960年代末期的Start X研究計畫，而於1971年討論遠程水下飛彈系統時達於最高潮。俄亥俄級（Ohio Class SSBN）核動力潛艦由通用動力電船公司（General Dynamics Electric Boats）設計，1980年下水，排水量18,750噸，可發射24枚三叉戟飛彈。三叉戟潛射洲際彈道飛彈又分為三叉戟I型（UGM-96）與II型（UGM-133）。

### I型（C4）UGM-96A
三叉戟I或稱C-4，全長10.4公尺（34呎），直徑1.8公尺（6呎）。它可攜帶6個分導的10萬噸級核彈頭，射程7,400公里（4,600哩），圓形誤差公差為450公尺，由洛克希德製造發展，1977年飛行測試，1979年加入海軍戰鬥序列。此為三節固體燃料火箭推動，前兩節火箭之設計與海神飛彈相同，導引系統為慣性和天體航行系統相配合，故有極高的命中精度。
三叉戟I已經除役，美國海軍決定把前四艘俄亥俄級改裝成巡弋導彈核潛艇。

### II型（D5）UGM-133A
後繼的三叉戟II或稱D-5，長約13.42公尺，攜帶8個分導的10萬噸級核彈頭（估計），最大射程12,000公里，圓形誤差公差降至90公尺，且具备极高的可靠性。（已有161次的成功试射）
從1979年起，三叉戟II型飛彈就裝在老式的海神飛彈潛艇及較新的俄亥俄級潛艇上。俄亥俄級潛艇具有較大的飛彈發射管，原打算在1990年代用來裝三叉戟II型飛彈的。1986年英國開始建造新型可搭載三叉戟II型飛彈的前衛級核潛艇，其三叉戟飛彈的彈頭部分是由英國自行設計。
三叉戟II型部署在14艘俄亥俄級戰略飛彈核潜艇上，每艘可配備24枚，構成美國海軍戰略核子嚇阻武力。

## 性能及特色
三叉戟飛彈的彈頭用三級固體運載火箭發射，並用位在飛彈前端的有液體燃料火箭的彈頭母艙來散布彈頭，使它們分別投向不同的目標。它的慣性導航系統，用天文導航和衛星導航來使其更加精確，故三叉戟飛彈比大多數陸基彈道飛彈命中精度更高。這種精度使得它在潛射彈道飛彈中對蘇聯硬式飛彈發射井和指揮部掩蔽所具有前所未有的威脅能力，而它的遠大射程又可使飛彈潛艇在大西洋和太平洋幾乎任何地方巡邏，而敵方很難搜索到。